# Лыссово
Лы́ссово — упразднённая деревня на территории Гатчинского муниципального округа Ленинградской области, была сожжена немецкими войсками во время Великой Отечественной войны.

## История
На карте Санкт-Петербургской губернии Я. Ф. Шмидта 1770 года упоминается как деревня Лысеева.
На карте Новгородского наместничества 1792 года А. М. Вильбрехта она обозначена как деревня Лыскова.

ЛЫСЦОВО — деревня принадлежит действительному статскому советнику Игнатьеву, число жителей по ревизии: 16 м. п., 14 ж. п. (1838 год)

На карте Ф. Ф. Шуберта 1844 года и С. С. Куторги 1852 года обозначена как деревня Лысцова.

ЛЫСОВО — деревня, число жителей по X-ой ревизии 1857 года: 18 м. п., 33 ж. п.

ЛЫСЦОВО — деревня владельческая при реке Оредеже, число дворов — 8, число жителей: 17 м. п., 38 ж. п.; Часовня православная. (1862 год)

В 1870 году временнообязанные крестьяне деревни Лыссово (Лысково) выкупили свои земельные наделы у Е. Ф. Селивановой и стали собственниками земли.
Согласно подворной описи 1882 года:

ЛЫСОВО — деревня Глебовского общества Глебовской волости
  
домов — 21, душевых наделов — 17,  семей — 10, число жителей — 16 м. п., 30 ж. п.; разряд крестьян — собственники

Согласно материалам по статистике народного хозяйства Лужского уезда 1891 года, одно из имений при селении Лысово площадью 197 десятин принадлежало местным крестьянам Д. Егорову и А. Михееву, имение было приобретено в 1871 году за 1500 рублей; второе имение, площадью 3391 десятина, принадлежало купцу П. А. Кочневу, имение было приобретено в 1885 году за 42 750 рублей; третье имение, площадью 249 десятин, принадлежало детям подполковника Д. и Б. Д. Семёновым, имение было приобретено до 1868 года. Кроме того, пустошь Лысово площадью 250 десятин принадлежала местному крестьянину В. И. Зуеву с тремя товарищами, пустошь была приобретена в 1889 году за 4033 рублей.
В 1900 году, согласно «Памятной книжке Санкт-Петербургской губернии», земли имения Лысцево принадлежали: поручику Борису Дмитриевичу Семёнову — 250 десятин, потомственному почётному гражданину Ивану Аристарховичу Козловскому — 3426 десятин и крестьянам Ивану, Василию и Фёдору Зуевым — 229 десятин.
В конце XIX — начале XX века деревня административно относилась к Глебовской волости 1-го стана Лужского уезда Санкт-Петербургской губернии.
Согласно военно-топографической карте Петроградской и Новгородской губерний издания 1915 года деревня называлась Лысцова и насчитывала 5 крестьянских дворов.

ЛЫСОВО — деревня, 13 хозяйств, 29 м. п., 38 ж. п., всего 67 человек, все русские;

ЛЫСОВО — хутор, 2 хозяйства, 7 м. п., 3 ж. п., всего 10 человек, все русские. (1926 год)

По административным данным 1933 года деревня Лысово входила в состав Кременского сельсовета Оредежского района.

План деревни Лыссово. 1937 год

Согласно топографической карте 1937 года деревня называлась Лысцово и насчитывала 18 крестьянских дворов, в деревне была переправа через Оредеж.

## География
Находилась в юго-восточной части района на границе с Лужским районом, на левом берегу реки Оредеж, в 13 км к юго-востоку от станции Новинка, недалеко от посёлка Дальний.
В настоящее время на месте деревни глухой лес.